# إكسامبل

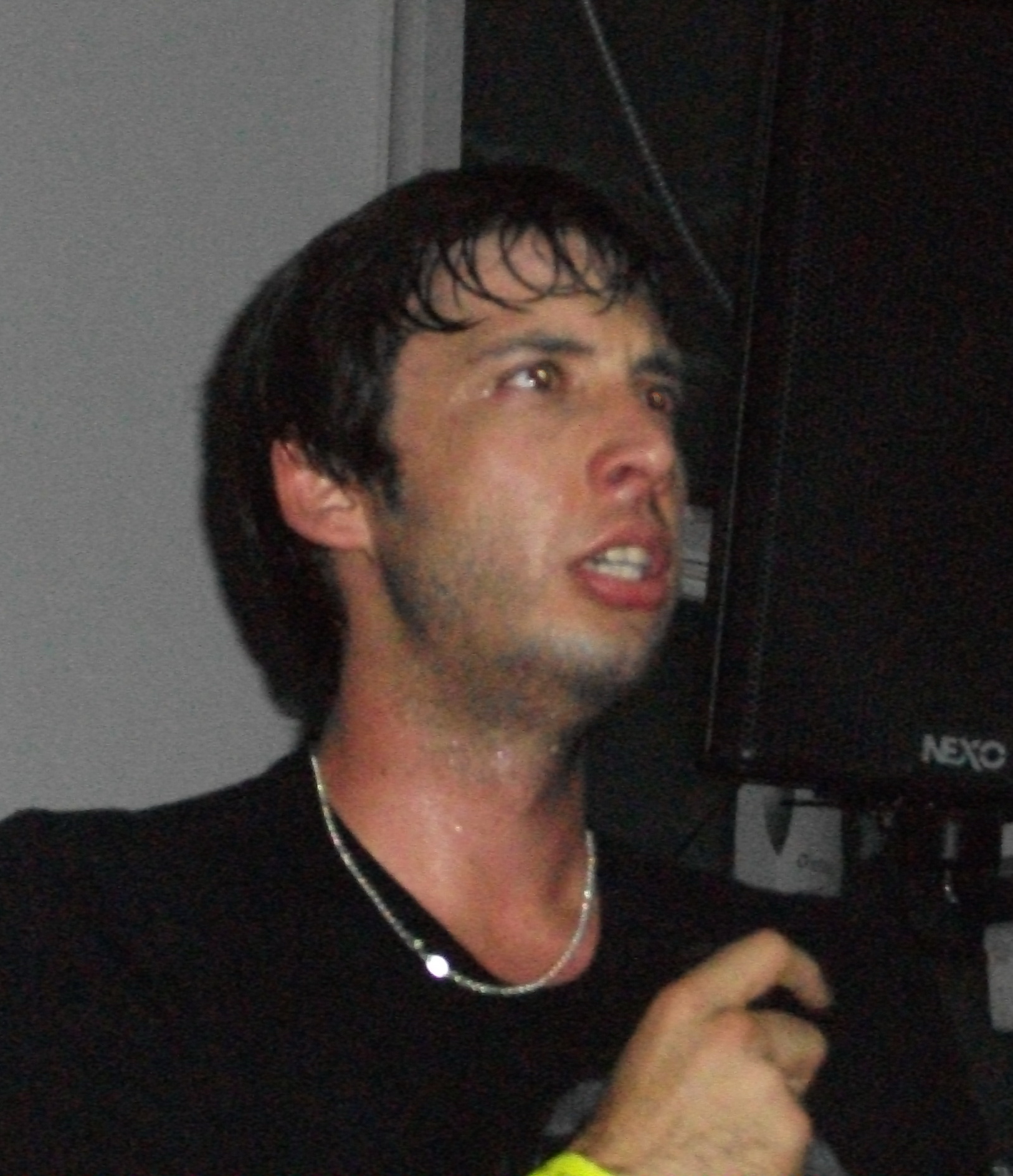
إكزامبل في بانكوك في 2011

إكسامبل (بالإنجليزية: Example) أي مثال وإسمه الحقيقي إليوت جون كليف (بالإنجليزية: Elliot John Gleave) وهو مغني و كاتب أغاني إنجليزي بريطاني ولد في يوم 20 يونيو 1982 في عاصمة المملكة المتحدة لندن غنى مع عدة دي جاي منهم أفتشي وكالفين هاريس أغانية احتلت المراتب الأولى في المملكة المتحدة وفي دول أوروبية أخرى.

## روابط خارجية
- إكسامبل على موقع IMDb (الإنجليزية)
- إكسامبل على موقع ميوزك برينز (الإنجليزية)
- إكسامبل على موقع أول ميوزيك (الإنجليزية)
- إكسامبل على موقع ديسكوغز (الإنجليزية)
- إكسامبل على موقع قاعدة بيانات الفيلم (الإنجليزية)